# Onychiurus handschini
Onychiurus handschini är en urinsektsart som beskrevs av Denis 1925. Onychiurus handschini ingår i släktet Onychiurus och familjen blekhoppstjärtar. Inga underarter finns listade i Catalogue of Life.